# جینی پپر
جینی پپر (انگلیسی: Jeannie Pepper؛ زاده ۹ ژوئیهٔ ۱۹۵۸) بازیگر پورنوگرافی اهل ایالات متحده آمریکا است.